# Кандија Канавезе
Кандија Канавезе (итал. Candia Canavese) је насеље у Италији у округу Торино, региону Пијемонт.
Према процени из 2011. у насељу је живело 1165 становника. Насеље се налази на надморској висини од 292 м.

## Становништво
| 1936. | 1951. | 1961. | 1971. | 1981. | 1991. | 2001. | 2011. |
| ----- | ----- | ----- | ----- | ----- | ----- | ----- | ----- |
| 1.418 | 1.303 | 1.249 | 1.249 | 1.286 | 1.319 | 1.302 | 1.286 |